# Christer Johnsson
Christer Johnsson, född 1956 i Alvesta, Småland, är en svensk klassisk saxofonist och pedagog och professor vid Kungliga Musikhögskolan i Stockholm.
Christer Johnsson studerade 1972-74 för den norske saxofonisten Arthur Strand och den holländske saxofonisten Jules de Vries på Folkliga musikskolan i Ingesund 1972-74. 1974-75 var han anställd som saxofonist vid Regionmusiken i Visby och spelade där bland annat barytonsaxofon i Visby storband. 1975-78 fortsatte studierna vid Kungliga Musikhögskolan i Stockholm för professor Sölve Kingstedt.
1978 erhöll han Musikaliska Akademiens utlandsstipendium och fortsatte sina studier för den franske saxofonsolisten och pedagogen Jean-Marie Londeix vid musikkonservatoriet i Bordeaux, Frankrike. Där erhöll han Medaille d'Or à l'Unanimité avec félècitations du jury.
1979-80 anställdes han som tenorsaxofonist vid Regionmusiken i Uppsala. 1980 anställdes han som lärare i klassisk saxofon vid Musikhögskolan Ingesund samt Kungliga Musikhögskolan i Stockholm. Johnsson har också arbetat som pedagog vid musikhögskolorna i Oslo och Köpenhamn samt haft masterclasser i bland annat Paris, Oslo, Köpenhamn, Amsterdam, Haag, Chicago och Berlin.
1982 debuterade med Sveriges Radios symfoniorkester och Leif Segerstam i Lars-Erik Larssons Konsert för altsaxofofon och stråkorkester.
2000 befordrades han till professor vid Kungliga Musikhögskolan i Stockholm och är ämnesansvarig för träblås vid den klassiska institutionen.